# Olympische Sommerspiele 2016/Teilnehmer (Dänemark)
| Gelbes Symbol für Goldmedaillen mit stilisierten Olympischen Ringen | Graues Symbol für Silbermedaillen mit stilisierten Olympischen Ringen | Braundes Symbol für Bronzemedaillen mit stilisierten Olympischen Ringen |
| ------------------------------------------------------------------- | --------------------------------------------------------------------- | ----------------------------------------------------------------------- |
| 2                                                                   | 6                                                                     | 7                                                                       |

Dänemark nahm an den Olympischen Spielen 2016 in Rio de Janeiro teil. Es war die insgesamt 27. Teilnahme an Olympischen Sommerspielen. Vom Danmarks Idrætsforbund wurden insgesamt 121 Athleten in 16 Sportarten nominiert.
Fahnenträger bei der Eröffnungsfeier war die Tennisspielerin Caroline Wozniacki. Bei der Schlussfeier repräsentierte die Schwimmerin Pernille Blume die Delegation.

## Medaillen

### Medaillenspiegel
| Medaillenspiegel Dänemark |                |                              |                           |                           |        |
| Platz                     | Sportart       | Goldmedaille – Olympiasieger | Silbermedaille – 2. Platz | Bronzemedaille – 3. Platz | Gesamt |
| 1                         | Schwimmen      | 1                            | –                         | 1                         | 2      |
| 2                         | Handball       | 1                            | –                         | –                         | 1      |
| 3                         | Radsport       | –                            | 1                         | 2                         | 3      |
| 4                         | Badminton      | –                            | 1                         | 1                         | 2      |
|                           | Rudern         | –                            | 1                         | 1                         | 2      |
| 5                         | Ringen         | –                            | 1                         | –                         | 1      |
|                           | Kanu           | –                            | 1                         | –                         | 1      |
|                           | Leichtathletik | –                            | 1                         | –                         | 1      |
| 6                         | Segeln         | –                            | –                         | 2                         | 2      |

#### Gold
| Name | Sportart  | Wettkampf     |
| --- | --------- | ------------- |
| Pernille Blume | Schwimmen | 50 m Freistil |
| Niklas Landin Jacobsen Jannick Green Krejberg Lasse Svan Casper Ulrich Mortensen Henrik Toft Hansen Jesper Nøddesbo René Toft Hansen Morten Olsen Mads Mensah Larsen Mikkel Hansen Michael Damgaard Henrik Møllgaard Jensen Mads Christiansen Kasper Søndergaard | Handball  | Mannschaft    |

#### Silber
| Name                                                      | Sportart       | Wettkampf                             |
| --------------------------------------------------------- | -------------- | ------------------------------------- |
| Sara Slott Petersen                                       | Leichtathletik | 400 m Hürden                          |
| Christinna Pedersen Kamilla Rytter Juhl                   | Badminton      | Doppel                                |
| Emma Jørgensen                                            | Kanu           | K-1 500 m                             |
| Jakob Fuglsang                                            | Radsport       | Straßenrennen                         |
| Jacob Barsøe Morten Jørgensen Kasper Winther Jacob Larsen | Rudern         | Leichtgewichts-Vierer ohne Steuermann |
| Mark Overgaard Madsen                                     | Ringen         | Griechisch-Römisch bis 75 kg          |

#### Bronze
| Name                                                                         | Sportart  | Wettkampf              |
| ---------------------------------------------------------------------------- | --------- | ---------------------- |
| Viktor Axelsen                                                               | Badminton | Einzel                 |
| Lasse Norman Hansen                                                          | Radsport  | Omnium                 |
| Lasse Norman Hansen Niklas Larsen Frederik Rodenberg Casper von Folsach      | Radsport  | Mannschaftsverfolgung  |
| Anne Dsane Andersen Hedvig Lærke Rasmussen                                   | Rudern    | Zweier ohne Steuerfrau |
| Jena Hansen Katja Salskov-Iversen                                            | Segeln    | 49erFX                 |
| Anne-Marie Rindom                                                            | Segeln    | Laser Radial           |
| Mie Østergaard Nielsen Rikke Møller Pedersen Jeanette Ottesen Pernille Blume | Schwimmen | 4 × 100 m Lagen        |

## Teilnehmer nach Sportarten

### Badminton
| Athleten                                    | Wettbewerb | Gruppenphase                                                                       | Gruppenphase                                                           | Gruppenphase | Gruppenphase | Achtelfinale     | Achtelfinale       | Viertelfinale          | Viertelfinale             | Halbfinale            | Halbfinale                | Finale                           | Finale                    | Rang   |
| Athleten                                    | Wettbewerb | Gegner                                                                             | Ergebnis                                                               | Punkte       | Rang         | Gegner           | Ergebnis           | Gegner                 | Ergebnis                  | Gegner                | Ergebnis                  | Gegner                           | Ergebnis                  | Rang   |
| ------------------------------------------- | ---------- | ---------------------------------------------------------------------------------- | ---------------------------------------------------------------------- | ------------ | ------------ | ---------------- | ------------------ | ---------------------- | ------------------------- | --------------------- | ------------------------- | -------------------------------- | ------------------------- | ------ |
| Frauen                                      |            |                                                                                    |                                                                        |              |              |                  |                    |                        |                           |                       |                           |                                  |                           |        |
| Line Kjærsfeldt                             | Einzel     | Nanna Vainio Carolina Marín                                                        | 2:0 (21:9, 21:8) 0:2 (16:21, 13:21)                                    | 71:59        | 2/3          | ausgeschieden    | ausgeschieden      | ausgeschieden          | ausgeschieden             | ausgeschieden         | ausgeschieden             | ausgeschieden                    | ausgeschieden             |        |
| Christinna Pedersen Kamilla Rytter Juhl     | Doppel     | Luo Ying Luo Yu Eva Lee Paula Obanana Jung Kyung-eun Shin Seung-chan               | 0:2 (11:21, 18:21) 2:0 (21:9, 21:6) 2:0 (21:16, 21:18)                 | 113:91       | 2/4          | –                | –                  | Chang Ye-na Lee So-hee | 2:1 (21:16, 14:21, 21:19) | Tang Yuanting Yu Yang | 2:1 (28:26, 18:21, 21:15) | Misaki Matsutomo Ayaka Takahashi | 1:2 (21:18, 21:9, 19:21)  | Silber |
| Männer                                      |            |                                                                                    |                                                                        |              |              |                  |                    |                        |                           |                       |                           |                                  |                           |        |
| Viktor Axelsen                              | Einzel     | Lee Dong-keun Boonsak Ponsana                                                      | 2:0 (21:11, 21:13) 2:0 (21:14, 21:13)                                  | 84:51        | 1/3          | Scott Evans      | 2:0 (21:16, 21:12) | Rajiv Ouseph           | 2:0 (21:12, 21:16)        | Chen Long             | 0:2 (14:21, 15:21)        | Spiel um Platz 3 Lin Dan         | 2:1 (21:15, 21:10, 21:17) | Bronze |
| Jan Ø. Jørgensen                            | Einzel     | Raul Must Brice Leverdez                                                           | 2:0 (21:8, 21:15) 2:0 (21:11, 21:18)                                   | 84:52        | 1/3          | Srikanth Kidambi | 0:2 (19:21, 19:21) | ausgeschieden          | ausgeschieden             | ausgeschieden         | ausgeschieden             | ausgeschieden                    | ausgeschieden             |        |
| Carsten Mogensen Mathias Boe                | Doppel     | Adam Cwalina Przemysław Wacha Kim Sa-rang Kim Gi-jung Marcus Ellis Chris Langridge | 2:0 (21:17, 21:17) 0:2 (15:21, 18:21) 2:1 (21:9, 9:21, 21:16)          | 126:122      | 3/4          | –                | –                  | ausgeschieden          | ausgeschieden             | ausgeschieden         | ausgeschieden             | ausgeschieden                    | ausgeschieden             |        |
| Mixed                                       |            |                                                                                    |                                                                        |              |              |                  |                    |                        |                           |                       |                           |                                  |                           |        |
| Joachim Fischer Nielsen Christinna Pedersen | Doppel     | Chris Adcock Gabrielle Adcock Xu Chen Ma Jin Robert Mateusiak Nadieżda Zięba       | 1:2 (19:21, 24:22, 17:21) 1:2 (24:22, 14:21, 16:21) 2:0 (21:18, 23:21) | 158:167      | 4/4          | –                | –                  | ausgeschieden          | ausgeschieden             | ausgeschieden         | ausgeschieden             | ausgeschieden                    | ausgeschieden             |        |

### Fußball
| Wettbewerb    | Männer |
| ------------- | --- |
| Athleten      | Jakob Blåbjerg Frederik Børsting Nicolai Brock-Madsen Lasse Vigen Christensen Mikkel Desler Lukas Fernandes (TW) Eddi Gomes Pascal Gregor Thomas Hagelskjar (ohne Einsatz) Jeppe Højbjerg (TW) Jens Jønsson Emil Larsen Jacob Bruun Larsen Kasper Larsen Jakob Barret Laursen Andreas Maxsø Casper Nielsen Nicolai Poulsen (ohne Einsatz) Mathias Hebo Rasmussen Robert Skov Asger Sørensen (ohne Einsatz) Lasse Vibe |
| Trainer       | Niels Frederiksen |
| Gruppenphase  | Irak 0:0 Südafrika 1:0 (0:0) Brasilien 0:4 (0:2) |
| Viertelfinale | Nigeria 0:2 (0:1) |
| Halbfinale    | ausgeschieden |
| Finale        | ausgeschieden |
| Platzierung   | – |

### Golf
| Athleten             | Runde 1 | Runde 2 | Runde 3 | Runde 4 | Gesamt | Par | Rang |
| -------------------- | ------- | ------- | ------- | ------- | ------ | --- | ---- |
| Frauen               |         |         |         |         |        |     |      |
| Nanna Koerstz Madsen | 69      | 69      | 72      | 69      | 279    | −5  | 12   |
| Nicole Broch Larsen  | 67      | 68      | 81      | 71      | 287    | +3  | 36   |
| Männer               |         |         |         |         |        |     |      |
| Søren Kjeldsen       | 73      | 68      | 70      | 70      | 281    | −3  | 21   |
| Thorbjørn Olesen     | 70      | 68      | 74      | 71      | 283    | −1  | 30   |

### Handball
Die dänische Männer-Handballnationalmannschaft qualifizierte sich im April 2016 im dänischen Herning bei einem von drei Olympischen Qualifikationsturnieren.
| Wettbewerb    | Männer |
| ------------- | --- |
| Athleten      | Niklas Landin Jacobsen Jannick Green Krejberg Lasse Svan Casper Ulrich Mortensen Henrik Toft Hansen Jesper Nøddesbo René Toft Hansen Morten Olsen Mads Mensah Larsen Mikkel Hansen Michael Damgaard Henrik Møllgaard Jensen Mads Christiansen Kasper Søndergaard |
| Trainer       | Guðmundur Guðmundsson () |
| Gruppenphase  | Argentinien 25:19 (10:10) Tunesien 31:23 (17:10) Kroatien 24:27 (12:15) Katar 26:25 (14:14) Frankreich 30:33 (16:17) |
| Viertelfinale | Slowenien 37:30 (16:13) |
| Halbfinale    | Polen 29:28 (16:15, 25:25) |
| Finale        | Frankreich 28:26 (16:14) |
| Platzierung   | Gold |

### Kanu

#### Kanurennsport
| Athleten                                                           | Wettbewerb | Vorlauf     | Vorlauf | Halbfinale  | Halbfinale | Finale               | Finale        | Rang   |
| Athleten                                                           | Wettbewerb | Zeit        | Rang    | Zeit        | Rang       | Zeit                 | Rang          | Rang   |
| ------------------------------------------------------------------ | ---------- | ----------- | ------- | ----------- | ---------- | -------------------- | ------------- | ------ |
| Frauen                                                             |            |             |         |             |            |                      |               |        |
| Henriette Engel Hansen                                             | K-1 200 m  | 42,45 s     | 6       | 43,30 s     | 8          | ausgeschieden        | ausgeschieden | 22     |
| Emma Jørgensen                                                     | K-1 500 m  | 1:55,66 min | 2       | 1:55,19 min | 2          | 1:54,32 min          | 2             | Silber |
| Ida Villumsen Amalie Thomsen                                       | K-2 500 m  | 1:46,24 min | 4       | 1:47,19 min | 6          | B-Finale 1:48,84 min | 4             | 12     |
| Ida Villumsen Amalie Thomsen Emma Jørgensen Henriette Engel Hansen | K-4 500 m  | 1:36,67 min | 5       | 1:36,30 min | 3          | 1:36,05 min          | 6             | 6      |
| Männer                                                             |            |             |         |             |            |                      |               |        |
| René Holten Poulsen                                                | K-1 1000 m | 3:35,72 min | 1       | 3:34,34 min | 4          | 3:36,84 min          | 6             | 6      |

### Leichtathletik
Laufen und Gehen 
| Athleten                  | Wettbewerb       | Runde 1     | Runde 1 | Halbfinale  | Halbfinale | Finale        | Finale        | Rang   |
| Athleten                  | Wettbewerb       | Zeit        | Rang    | Zeit        | Rang       | Zeit          | Rang          | Rang   |
| ------------------------- | ---------------- | ----------- | ------- | ----------- | ---------- | ------------- | ------------- | ------ |
| Frauen                    |                  |             |         |             |            |               |               |        |
| Anna Holm Baumeister      | Marathon         | –           | –       | –           | –          | 2:39:49 h     | 55            | 55     |
| Jessica Draskau-Petersson | Marathon         | –           | –       | –           | –          | 2:36:14 h     | 40            | 40     |
| Sara Slott Petersen       | 400 m Hürden     | 55,20 s     | 3       | 54,55 s     | 2          | 53,55 s       | 2             | Silber |
| Stina Troest              | 400 m Hürden     | 56,06 s     | 13      | 56,00 s     | 15         | ausgeschieden | ausgeschieden | 15     |
| Anna Emilie Møller        | 3000 m Hindernis | 9:32,68 min | 21      | –           | –          | ausgeschieden | ausgeschieden | 24     |
| Männer                    |                  |             |         |             |            |               |               |        |
| Andreas Bube              | 800 m            | 1:46,67 min | 18      | 1:45,87 min | 16         | ausgeschieden | ausgeschieden | 16     |
| Abdi Hakin Ulad           | Marathon         | –           | –       | –           | –          | 2:17:06 h     | 35            | 35     |
| Ole Hesselbjerg           | 3000 m Hindernis | 8:40,08 min | 31      | –           | –          | ausgeschieden | ausgeschieden | 31     |

### Radsport

#### Bahn
| Athleten | Wettbewerb            | Qualifikation | Qualifikation | Finale   | Finale | Rang   |
| Athleten | Wettbewerb            | Zeit          | Rang          | Zeit     | Rang   | Rang   |
| --- | --------------------- | ------------- | ------------- | -------- | ------ | ------ |
| Männer |                       |               |               |          |        |        |
| Lasse Norman Hansen Rasmus Christian Quaade Niklas Larsen Casper von Folsach Frederik Rodenberg Casper Pedersen | Mannschaftsverfolgung | 3:55,396 min  | 2             | 3:53,789 | 3      | Bronze |

Omnium
| Frauen              |   |    |   |    |   |    |    |    |    |    |   |    |     |        |
| Amalie Dideriksen   | 7 | 28 | 4 | 34 | 6 | 30 | 18 | 6  | 18 | 6  | 1 | 85 | 189 | 5      |
| Männer              |   |    |   |    |   |    |    |    |    |    |   |    |     |        |
| Lasse Norman Hansen | 1 | 40 | 1 | 40 | 6 | 18 | 5  | 32 | 4  | 34 | 2 | 40 | 192 | Bronze |

#### Straße
| Athleten             | Wettbewerb       | Zeit         | Rang   |
| -------------------- | ---------------- | ------------ | ------ |
| Männer               |                  |              |        |
| Jakob Fuglsang       | Straßenrennen    | 6:10:05 h    | Silber |
| Christopher Juul     | Straßenrennen    | 6:19:43 h    | 32     |
| Chris Anker Sørensen | Straßenrennen    | 6:30:05 h    | 60     |
| Christopher Juul     | Einzelzeitfahren | 1:16:49,62 h | 19     |

#### Mountainbike
| Athleten         | Wettbewerb    | Zeit      | Rang |
| ---------------- | ------------- | --------- | ---- |
| Frauen           |               |           |      |
| Annika Langvad   | Cross-Country | 1:33:48 h | 11   |
| Männer           |               |           |      |
| Simon Andreassen | Cross-Country | 1:47:44 h | 34   |

#### BMX
| Athleten           | Wettbewerb | Qualifikation | Qualifikation | Viertelfinale | Viertelfinale | Halbfinale    | Halbfinale    | Finale        | Finale        | Rang          |
| Athleten           | Wettbewerb | Zeit          | Rang          | Punkte        | Rang          | Punkte        | Rang          | Zeit          | Rang          | Rang          |
| ------------------ | ---------- | ------------- | ------------- | ------------- | ------------- | ------------- | ------------- | ------------- | ------------- | ------------- |
| Frauen             |            |               |               |               |               |               |               |               |               |               |
| Simone Christensen | Race       | 35,251 s      | 4             | –             | –             | 18            | 7             | ausgeschieden | ausgeschieden | ausgeschieden |
| Männer             |            |               |               |               |               |               |               |               |               |               |
| Niklas Laustsen    | Race       | 36,199 s      | 24            | 19            | 7             | ausgeschieden | ausgeschieden | ausgeschieden | ausgeschieden | ausgeschieden |

### Reiten
| Dressur |            |         |      |
| Athleten | Wettbewerb | Prozent | Rang |
| Anna Kasprzak mit Donnperignon                                                                                    | Einzel     | 76,982  | 14   |
| Cathrine Dufour mit Cassidy                                                                                       | Einzel     | 78,143  | 13   |
| Agnete Kirk Thinggaard mit Jojo                                                                                   | Einzel     | 72,465  | 26   |
| Anders Dahl mit Selten                                                                                            | Einzel     | 71,232  | 30   |
| Anna Kasprzak mit Donnperignon Cathrine Dufour mit Cassidy Agnete Kirk Thinggaard mit Jojo Anders Dahl mit Selten | Mannschaft | 74,311  | 6    |

### Ringen
| Athleten                         | Wettbewerb       | 1. Runde | 1. Runde | Achtelfinale         | Achtelfinale | Viertelfinale | Viertelfinale | Halbfinale  | Halbfinale | Hoffnungsrunde Viertelfinale | Hoffnungsrunde Viertelfinale | Hoffnungsrunde Halbfinale | Hoffnungsrunde Halbfinale | Hoffnungsrunde Finale | Hoffnungsrunde Finale | Finale        | Finale   | Rang   |
| Athleten                         | Wettbewerb       | Gegner   | Ergebnis | Gegner               | Ergebnis     | Gegner        | Ergebnis      | Gegner      | Ergebnis   | Gegner                       | Ergebnis                     | Gegner                    | Ergebnis                  | Gegner                | Ergebnis              | Gegner        | Ergebnis | Rang   |
| -------------------------------- | ---------------- | -------- | -------- | -------------------- | ------------ | ------------- | ------------- | ----------- | ---------- | ---------------------------- | ---------------------------- | ------------------------- | ------------------------- | --------------------- | --------------------- | ------------- | -------- | ------ |
| griechisch-römischer Stil Männer |                  |          |          |                      |              |               |               |             |            |                              |                              |                           |                           |                       |                       |               |          |        |
| Mark Overgaard Madsen            | Klasse bis 75 kg | Freilos  | Freilos  | Saeid Mourad Abdvali | 3:1          | Viktor Nemeš  | 3:0           | Péter Bácsi | 3:0        | –                            | –                            | –                         | –                         | –                     | –                     | Roman Wlassow | 1:3      | Silber |

### Rudern
| Athleten                                                  | Wettbewerb                            | Vorlauf     | Vorlauf | Vorlauf       | Hoffnungslauf | Hoffnungslauf | Hoffnungslauf | Viertelfinale | Viertelfinale | Viertelfinale | Halbfinale  | Halbfinale | Halbfinale    | Finale      | Finale | Rang   |
| Athleten                                                  | Wettbewerb                            | Zeit        | Platz   | Qualifikation | Zeit          | Platz         | Qualifikation | Zeit          | Platz         | Qualifikation | Zeit        | Platz      | Qualifikation | Zeit        | Platz  | Rang   |
| --------------------------------------------------------- | ------------------------------------- | ----------- | ------- | ------------- | ------------- | ------------- | ------------- | ------------- | ------------- | ------------- | ----------- | ---------- | ------------- | ----------- | ------ | ------ |
| Frauen                                                    |                                       |             |         |               |               |               |               |               |               |               |             |            |               |             |        |        |
| Fie Udby Erichsen                                         | Einer                                 | 8:30,07 min | 2       | Viertelfinale | –             | –             | –             | 7:33,24 min   | 1             | Halbfinale    | 8:08,65 min | 6          | B-Finale      | 7:25,13 min | 3      | 9      |
| Anne Dsane Andersen Hedvig Lærke Rasmussen                | Zweier ohne Steuerfrau                | 7:05,28 min | 2       | Halbfinale    | –             | –             | –             | –             | –             | –             | 7:27,56 min | 1          | Finale        | 7:20,71 min | 3      | Bronze |
| Lisbet Jakobsen Nina Hollensen                            | Doppelzweier                          | 7:18,92 min | 5       | Hoffnungslauf | 7:04,35 min   | 4             | –             | –             | –             | –             | –           | –          | –             | –           | –      | 13     |
| Anne Lolk Thomsen Juliane Rasmussen                       | Leichtgewichts-Doppelzweier           | 7:01,84 min | 2       | Halbfinale    | –             | –             | –             | –             | –             | –             | 7:20,29 min | 4          | B-Finale      | 7:27,36 min | 3      | 9      |
| Männer                                                    |                                       |             |         |               |               |               |               |               |               |               |             |            |               |             |        |        |
| Mads Rasmussen Rasmus Quist                               | Leichtgewichts-Doppelzweier           | 6:33,67 min | 3       | Hoffnungslauf | 7:02,78 min   | 1             | Halbfinale    | –             | –             | –             | 6:45,05 min | 5          | B-Finale      | 6:34,72 min | 4      | 10     |
| Jacob Barsøe Morten Jørgensen Kasper Winther Jacob Larsen | Leichtgewichts-Vierer ohne Steuermann | 5:58,21 min | 1       | Halbfinale    | –             | –             | –             | –             | –             | –             | 6:19,62 min | 2          | Finale        | 6:21,97 min | 2      | Silber |

### Schießen
| Athleten       | Wettbewerb                               | Qualifikation   | Qualifikation | Halbfinale      | Halbfinale | Finale          | Finale        | Ringe/ Scheiben | Rang |
| Athleten       | Wettbewerb                               | Ringe/ Scheiben | Rang          | Ringe/ Scheiben | Rang       | Ringe/ Scheiben | Rang          | Ringe/ Scheiben | Rang |
| -------------- | ---------------------------------------- | --------------- | ------------- | --------------- | ---------- | --------------- | ------------- | --------------- | ---- |
| Frauen         |                                          |                 |               |                 |            |                 |               |                 |      |
| Stine Nielsen  | Luftgewehr 10 Meter                      | 410,1           | 38            | –               | –          | ausgeschieden   | ausgeschieden | 410,1           | 38   |
| Stine Nielsen  | Kleinkaliber Dreistellungskampf 50 Meter | 579             | 13            | –               | –          | ausgeschieden   | ausgeschieden | 579             | 13   |
| Männer         |                                          |                 |               |                 |            |                 |               |                 |      |
| Torben Grimmel | Kleinkaliber liegend 50 Meter            | 621,4           | 23            | –               | –          | ausgeschieden   | ausgeschieden | 621,4           | 23   |
| Jesper Hansen  | Skeet                                    | 121 (+12)       | 5             | 14 (+3)         | 5          | ausgeschieden   | ausgeschieden | 150             | 5    |

### Schwimmen
| Athleten                                                                     | Wettbewerb          | Vorlauf      | Vorlauf | Halbfinale  | Halbfinale | Finale        | Finale        | Rang   |
| Athleten                                                                     | Wettbewerb          | Zeit         | Rang    | Zeit        | Rang       | Zeit          | Rang          | Rang   |
| ---------------------------------------------------------------------------- | ------------------- | ------------ | ------- | ----------- | ---------- | ------------- | ------------- | ------ |
| Frauen                                                                       |                     |              |         |             |            |               |               |        |
| Pernille Blume                                                               | 50 m Freistil       | 24,23 s      | 1       | 24,28 s     | 1          | 24,07 s       | 1             | Gold   |
| Jeanette Ottesen                                                             | 50 m Freistil       | 24,48 s      | 5       | 24,62 s     | 11         | ausgeschieden | ausgeschieden | 11     |
| Pernille Blume                                                               | 100 m Freistil      | 54,15 s      | 11      | 54,19 s     | 11         | ausgeschieden | ausgeschieden | 11     |
| Jeanette Ottesen                                                             | 100 m Freistil      | 53,53 s      | 5       | 53,35 s     | 6          | 53,36 s       | 8             | 8      |
| Lotte Friis                                                                  | 400 m Freistil      | 4:07,13 min  | 11      | –           | –          | ausgeschieden | ausgeschieden | 11     |
| Lotte Friis                                                                  | 800 m Freistil      | 8:22,54 min  | 5       | –           | –          | 8:24,50 min   | 7             | 7      |
| Jeanette Ottesen                                                             | 100 m Schmetterling | 57,15 s      | 6       | 57,47 s     | 7          | 57,17 s       | 7             | 7      |
| Rikke Møller Pedersen                                                        | 100 m Brust         | 1:06,58 min  | 6       | 1:07,07 min | 10         | ausgeschieden | ausgeschieden | 10     |
| Rikke Møller Pedersen                                                        | 200 m Brust         | 2:22,72 min  | 1       | 2:22,45 min | 5          | 2:23,74 min   | 8             | 8      |
| Mie Østergaard Nielsen                                                       | 100 m Rücken        | 59,13 s      | 4       | 59,18 s     | 6          | 58,80 s       | 5             | 5      |
| Pernille Blume Sarah Bro Julie Kepp Jensen Mie Østergaard Nielsen            | 4 × 100 m Freistil  | 3:39,45 min  | 12      | –           | –          | ausgeschieden | ausgeschieden | 12     |
| Pernille Blume Mie Østergaard Nielsen Jeanette Ottesen Rikke Møller Pedersen | 4 × 100 m Lagen     | 3:56,98 min  | 3       | –           | –          | 3:55,01 min   | 3             | Bronze |
| Männer                                                                       |                     |              |         |             |            |               |               |        |
| Mads Glæsner                                                                 | 400 m Freistil      | 3:52,59 min  | 36      | –           | –          | ausgeschieden | ausgeschieden | 36     |
| Anton Ipsen                                                                  | 400 m Freistil      | 3:48,31 min  | 20      | –           | –          | ausgeschieden | ausgeschieden | 20     |
| Anton Ipsen                                                                  | 1500 m Freistil     | 15:05,91 min | 18      | –           | –          | ausgeschieden | ausgeschieden | 18     |
| Pál Joensen                                                                  | 1500 m Freistil     | 15:18,49 min | 30      | –           | –          | ausgeschieden | ausgeschieden | 30     |
| Viktor Bromer                                                                | 200 m Schmetterling | 1:55,77 min  | 7       | 1:55,59 min | 7          | 1:55,64 min   | 6             | 6      |
| Søren Dahl Anders Lie Daniel Skaaning Magnus Westermann                      | 4 × 200 m Freistil  | 7:12,66 min  | 13      | –           | –          | ausgeschieden | ausgeschieden | 13     |

### Segeln
Fleet Race
| Athleten                                 | Wettbewerb      | Qualifikation | Qualifikation | Medal Race    | Medal Race    | Punkte | Rang   |
| Athleten                                 | Wettbewerb      | Punkte        | Rang          | Punkte        | Rang          | Punkte | Rang   |
| ---------------------------------------- | --------------- | ------------- | ------------- | ------------- | ------------- | ------ | ------ |
| Frauen                                   |                 |               |               |               |               |        |        |
| Lærke Buhl-Hansen                        | Windsurfen RS:X | 155           | 15            | ausgeschieden | ausgeschieden | 155    | 15     |
| Anne-Marie Rindom                        | Laser Radial    | 39            | 2             | 16            | 8             | 55     | Bronze |
| Jena Hansen Katja Salskov-Iversen        | 49er FX         | 46            | 3             | 8             | 4             | 54     | Bronze |
| Männer                                   |                 |               |               |               |               |        |        |
| Sebastian Fleischer                      | Windsurfen RS:X | 135           | 12            | ausgeschieden | ausgeschieden | 135    | 12     |
| Michael Hansen                           | Laser           | 180           | 25            | ausgeschieden | ausgeschieden | 180    | 25     |
| Jonas Høgh-Christensen                   | Finn Dinghy     | 110           | 17            | ausgeschieden | ausgeschieden | 110    | 17     |
| Christian Peter Lübeck Jonas Warrer      | 49er            | 92            | 5             | 6             | 3             | 98     | 4      |
| Männer                                   |                 |               |               |               |               |        |        |
| Allan Nørregaard Anette Viborg Andreasen | Nacra 17        | 108           | 12            | ausgeschieden | ausgeschieden | 108    | 12     |

### Tischtennis
| Athleten       | Wettbewerb | 1. Runde | 1. Runde | 2. Runde     | 2. Runde | 3. Runde | 3. Runde | Achtelfinale  | Achtelfinale  | Viertelfinale | Viertelfinale | Halbfinale    | Halbfinale    | Finale        | Finale        | Rang          |
| Athleten       | Wettbewerb | Gegner   | Ergebnis | Gegner       | Ergebnis | Gegner   | Ergebnis | Gegner        | Ergebnis      | Gegner        | Ergebnis      | Gegner        | Ergebnis      | Gegner        | Ergebnis      | Rang          |
| -------------- | ---------- | -------- | -------- | ------------ | -------- | -------- | -------- | ------------- | ------------- | ------------- | ------------- | ------------- | ------------- | ------------- | ------------- | ------------- |
| Männer         |            |          |          |              |          |          |          |               |               |               |               |               |               |               |               |               |
| Jonathan Groth | Einzel     | Freilos  | Freilos  | Benedek Oláh | 4:0      | Ma Long  | 0:4      | ausgeschieden | ausgeschieden | ausgeschieden | ausgeschieden | ausgeschieden | ausgeschieden | ausgeschieden | ausgeschieden | ausgeschieden |

### Tennis
| Athleten           | Wettbewerb | 1. Runde       | 1. Runde | 2. Runde      | 2. Runde | Achtelfinale  | Achtelfinale  | Viertelfinale | Viertelfinale | Halbfinale    | Halbfinale    | Finale        | Finale        |
| Athleten           | Wettbewerb | Gegner         | Ergebnis | Gegner        | Ergebnis | Gegner        | Ergebnis      | Gegner        | Ergebnis      | Gegner        | Ergebnis      | Gegner        | Ergebnis      |
| ------------------ | ---------- | -------------- | -------- | ------------- | -------- | ------------- | ------------- | ------------- | ------------- | ------------- | ------------- | ------------- | ------------- |
| Frauen             |            |                |          |               |          |               |               |               |               |               |               |               |               |
| Caroline Wozniacki | Einzel     | Lucie Hradecká | 6:2, 6:2 | Petra Kvitová | 2:6, 4:6 | ausgeschieden | ausgeschieden | ausgeschieden | ausgeschieden | ausgeschieden | ausgeschieden | ausgeschieden | ausgeschieden |

### Triathlon
| Athleten          | Wettbewerb | Zeit      | Rang |
| ----------------- | ---------- | --------- | ---- |
| Männer            |            |           |      |
| Andreas Schilling | Einzel     | 1:48:56 h | 28   |